# Sara Cobo
Sara Cobo Botello (Hermosillo, Sonora; 24 de julio de 1993), más conocida como Sara Cobo, es una actriz y cantante mexicana. Es conocida por su papel en la serie de MTV, Popland!. y sobre todo por interpretar a Gloria Skyler en Kally Mashup's

## Carrera
Sara Cobo ha aparecido en varios episodios de la telenovela La rosa de Guadalupe, pero el realce de su carrera fue en la telenovela de MTV, Niñas mal, donde interpretó a una criminal cuyo nombre no se conoce, más bien, se la llama por su alias I.C., que significa Imposible de Controlar.
En 2009 produjo y participó en el cortometraje Séver.
Después le llegó una oferta para que haga el casting para ser la protagonista de Popland!, novela de MTV. Así, Sara encarnó tiempo después a Carla Vive, una niña de pueblo que, en su ambición de ser grande, se va a la ciudad y trabaja como paparazzi en el sitio web Popland, donde entenderá que la fama no es tan divertida como parece.
En 2012 Estado de gracia se estrenó para Estados Unidos por Cinelatino y para México por OnceTV. Una serie que había sido grabada en 2008, pero su estreno se había retrasado, ahí interpretó a Ximena Toscano, una adicta a las drogas, hija de una diputada que las quiere legalizar.
En julio de 2012, de la mano de MTV Sara Cobo debutó como cantante publicando el sencillo Más.
En 2017, Sara Cobo obtuvo un papel antagónico en la serie musical de Nickelodeon, Kally's Mashup, dando vida a Gloria Skyler.

## Filmografía

### Televisión
| Año       | Título                  | Personaje         | Canal                |
| --------- | ----------------------- | ----------------- | -------------------- |
| 2001      | Navidad Sin Fin         | Marisela          | Las Estrellas        |
| 2008-2012 | La Rosa de Guadalupe    | Varios personajes | Las Estrellas        |
| 2009      | Me mueves               | Luisa             | Canal Once           |
| 2010      | ¿Qué fue de Jorge Sanz? | Chica del Bar     | Canal+               |
| 2010      | Niñas Mal               | Mariana           | MTV                  |
| 2011      | Popland!                | Carla Vive        | MTV                  |
| 2012      | Estado de Gracia        | Jimena Toscano    | Canal Once           |
| 2017-2019 | Kally's Mashup          | Gloria Skyler     | Nickelodeon / Telefe |
| 2022      | ¿Quién mató a Sara?     | Daniela (joven)   | Netflix              |
| 2022      | Mi secreto              | Celia             | Las Estrellas        |
| 2023      | Un día para vivir       | Rita              | Azteca 7             |

### Cine
| Año  | Título                    | Personaje      | Notas           |
| ---- | ------------------------- | -------------- | --------------- |
| 2008 | El horror se llevo Madrid |                | Rol desconocido |
| 2012 | Los encantados            | Sara           | Cortometraje    |
| 2016 | Los encantados            | Coliflor Brams |                 |
| 2016 | Limerence                 | Camila Soler   | Cortometaje     |
| 2017 | Un poco rarito            | Lucia          | Cortometaje     |
| 2018 | Isla de las muñecas       | Isabel         |                 |
| 2021 | Fondeados                 | Cecilia "Ceci" |                 |

### Web
| Año       | Título      | Rol              | Difunsion |
| --------- | ----------- | ---------------- | --------- |
| 2014-2016 | Desubicados | Jaquelin "Jaqui" | YouTube   |

## Premios y nominaciones
| Año  | Premio                        | Trabajo        | Categoría          | Resultado | Ref   |
| ---- | ----------------------------- | -------------- | ------------------ | --------- | ----- |
| 2018 | Kids' Choice Awards Argentina | Kally's Mashup | «Villana Favorita» | Ganadora  | [ 8 ] |
| 2018 | Kids' Choice Awards Mexico    | Kally's Mashup | «Villana Favorita» | Nominada  |       |

## Musicales

### Sencillos
| Año  | Nombre                                  |
| ---- | --------------------------------------- |
| 2011 | Tarde                                   |
| 2011 | Calmada (Pop/Acústico)                  |
| 2012 | Más                                     |
| 2013 | El primer día sin ti feat. Marcel Reyes |
| 2014 | Reflejo automático                      |
| 2017 | What U R Doin' Here feat. Maia Reficco  |
| 2018 | Happy Birthday To Me feat. Maia Reficco |
| 2019 | La Vida con Amigas feat. Maia Reficco   |